# Donchō
Donchō est un peintre coréen du VIIe siècle. Il serait né en 579 dans le royaume de Koguryo. Sa période d'activité se situe au début du VIIe siècle.

## Biographie
Donchō est un moine bouddhiste et moine-peintre, venu tout jeune au Japon en 610, où, probablement, il y reste jusqu'à sa mort. Sa présence au Japon est extrêmement importante pour ce pays puisqu'il y introduit la technique de la fabrication des pigments, du papier et de l'encre.

## Introduction de la peinture bouddhique
Deux spécimens du début du VIIe siècle, bien qu'il n'en subsiste que des fragments, conservés au temple Hōryū-ji, permettent de penser que la première peinture bouddhique au Japon, comme la sculpture de la même période, reflète le style archaïque de la fin des Six Dynasties chinoises, transmis au Japon par la Corée avec un retard d'à peu près un siècle. Or, dans ce même Hōryū-ji on trouve aussi une sorte de tabernacle bouddhique, un zushi, d'une extrême beauté et dans un merveilleux état de conservation, qui témoigne du remarquable essor de la peinture au milieu du VIIe siècle. 
D'après l'examen scientifique du Professeur Yamazaki Kazuo, les pigments employés sont le cinabre, l'ocre rouge et le rouge de plomb pour le rouge, l'ocre jaune et la litharge pour le jaune, le carbonate de cuivre (malachite) pour le vert, le carbonate de cuivre (azurite) pour le bleu, l'argile blanche (kaolin) pour le blanc, et l'encre de Chine pour le noir. Après avoir reproduit la composition par l'emploi du poncif sur le mur enduit de terre blanche, l'artiste trace des contours noirs et rouges et ajoute les couleurs a secco. Il est à remarquer que ces pigments minéraux, dont l'emploi dure jusqu'à nos jours, sont différents de ceux employés pour les peintures des tombes protohistoriques. Avec l'art bouddhique sont introduites une technique et des matières nouvelles sur la base desquelles repose désormais la peinture japonaise. 
Quand la décoration du sanctuaire du Hōryū-ji est exécutée à la fin du VIIe siècle, cette nouvelle technique est déjà suffisamment maîtrisée par les artistes japonais, dont la plupart appartiennent sans doute à des familles originaires de Chine ou de Corée installées au Japon depuis plusieurs générations. Ainsi dès 588, un peintre de Baekje, nommé Hakura (VIIe siècle), s'est établi au Japon avec des moines et des architectes.